# Gustav Noske

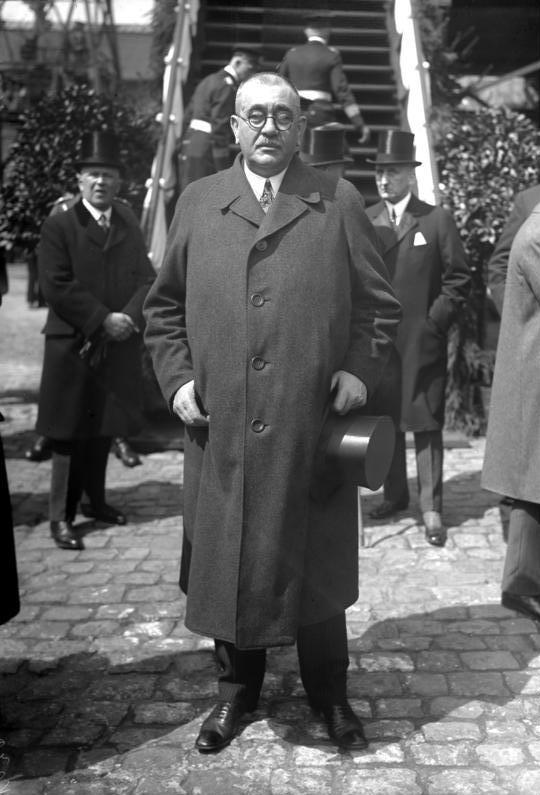
Gustav Noske

Gustav Noske (Brandenburg an der Havel, 9 juli 1868 – Hannover, 30 november 1946) was een Duits sociaaldemocratisch politicus en journalist.

## Jeugd
Noske bezocht de lagere en middelbare school in zijn geboorteplaats. Daarna was hij mandenmaker, onder andere in Amsterdam. In 1884 werd Noske lid van de Sozialdemokratische Partei Deutschlands (SPD). In 1892 werd hij voorzitter van de SPD in Brandenburg.

## Politieke en journalistieke carrière
Van 1902 tot 1918 was Noske hoofdredacteur van de Volksstimme in Chemnitz en van 1906 tot 1918 was hij lid van de Duitse Rijksdag. Hij behoorde tot de rechtervleugel van de SPD. Hij steunde de oorlogskredieten en was voorstander van de gewapende landverdediging.

## Rol in de gebeurtenissen van 1918-1920
In november 1918 werd hij door rijkskanselier Max van Baden tot gouverneur van Kiel verkozen. Hier wist hij op een succesvolle wijze de matrozenstaking te beëindigen, namelijk door zelf zitting te nemen in het stakingscomité en de stakingsleiders om te praten. Op 28 december 1918, na het aftreden van de links-socialistische ministers van de USPD, werd Noske lid van de Raad van Volkscommissarissen (voorlopige regering), met legerzaken en openbare orde in zijn portefeuille.
Met de hulp van een vrijkorps en legereenheden wist Noske op bloedige wijze de spartakistische (communistische) opstand in Berlijn neer te slaan. In zijn eigen woorden: "Voor laveren was geen plaats meer. Iemand moet de bloedhond zijn". In februari 1919 werd Noske rijksminister van Defensie en werkte hij nauw samen met de generale staf. Tijdens een rede voor de Nationale Vergadering noemde hij de communistische opstandelingen "hyena's van de revolutie." Nadat het Verdrag van Versailles was gesloten (1919), begon Noske aan de opbouw van de Reichswehr, het toekomstige Duitse leger.
In maart 1920 moest Noske aftreden, omdat hij er niet in geslaagd was de militaire leiding te winnen voor de republiek. De Kapp-Putsch was hier een duidelijk voorbeeld van.
Noske's optreden tijdens de Novemberrevolutie en de Spartacusopstand maakte hem omstreden binnen de Duitse sociaaldemocratische beweging.

## Periode in Hannover
Van 1920 tot 1933 was hij eerste president van de provincie Hannover. Op 1 oktober 1933 werd hij door de Hitler-regering met pensioen gestuurd.
In 1944 en 1945 zat Noske gevangen, omdat hij in verband werd gebracht met de aanslag op Hitler van 20 juli 1944.
- Bibliothèque nationale de France: cb119733167 (data)
- Gemeinsame Normdatei: 118588761
- International Standard Name Identifier: 0000 0000 8090 3701
- Library of Congress Control Number: n87876906
- Nationale Bibliotheek van Tsjechië: skuk0004345
- Nationale Bibliotheek van Israël: 987007275360705171
- Nationale Bibliotheek van Polen: a0000003093127
- Nederlandse Thesaurus van Auteursnamen: 073932817
- SNAC: w61567rw
- Système universitaire de documentation: 027759172
- Virtual International Authority File: 10638166
- WorldCat: E39PBJwdbWXWDpRXW84FrqpByd